# Decembermoorden

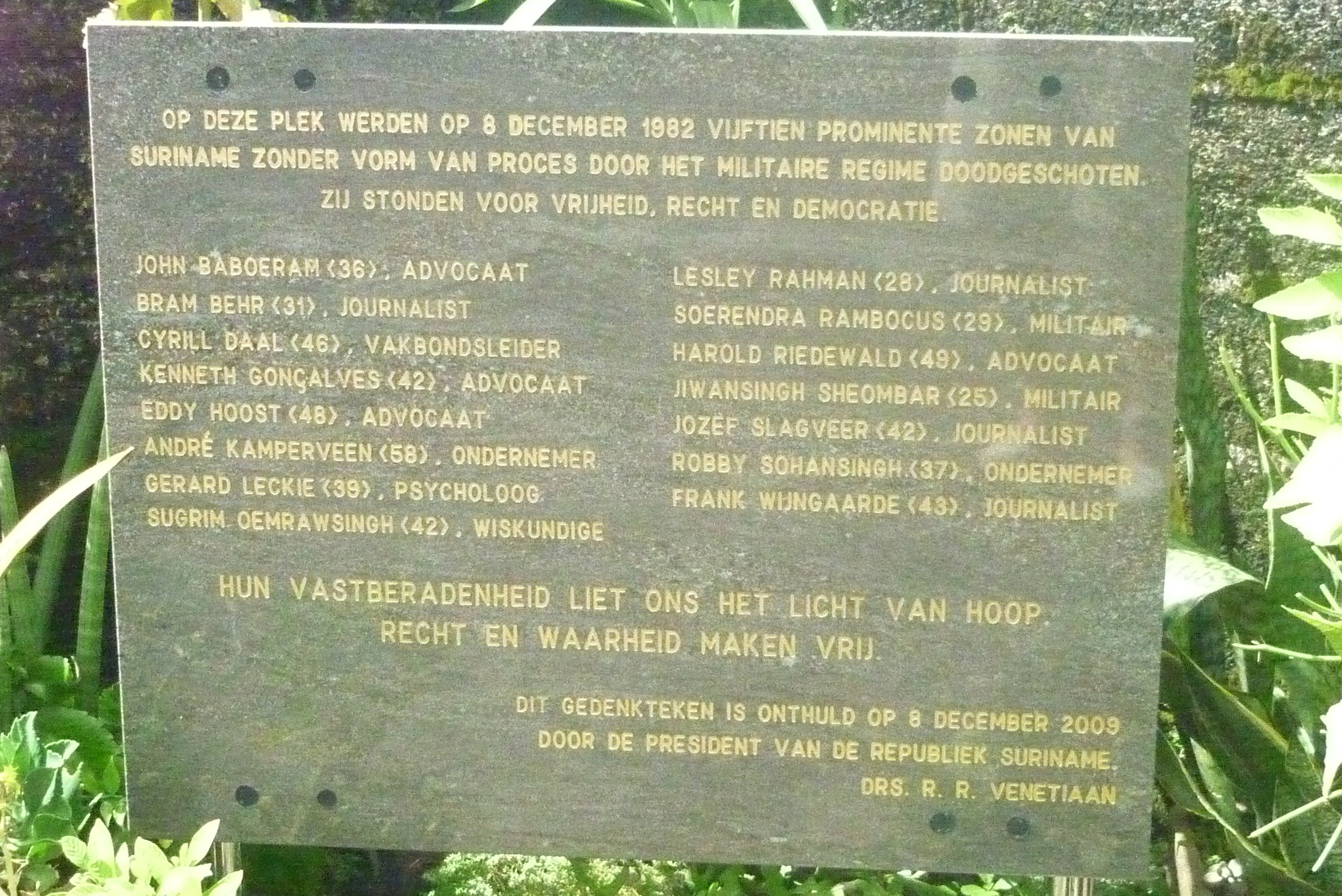
Het nationaal monument Bastion Veere op Fort Zeelandia met de namen van alle slachtoffers, op 8 december 2009 onthuld door president Ronald Venetiaan

De Decembermoorden of ook wel Acht-decembermoorden is de gangbare term voor het in de nacht van 7 op 8 december en op 9 december 1982 martelen en vermoorden van vijftien tegenstanders van het militair regime in Suriname onder leiding van Desi Bouterse. In Suriname en bij de Surinamers in Nederland heeft deze gebeurtenis diepe sporen achtergelaten. De Nederlandse regering bevroor als reactie de ontwikkelingshulp aan Suriname.
Vanaf 2007 vond een proces voor de Surinaamse krijgsraad plaats. Op 29 november 2019 werd hoofdverdachte Desi Bouterse bij verstek tot twintig jaar gevangenisstraf veroordeeld. Nog zes andere verdachten werden tot straffen van tien of vijftien jaar veroordeeld. Op 20 december 2023 werd hoofdverdachte Desi Bouterse definitief veroordeeld tot 20 jaren cel. Handlangers van Bouterse – Ernst Geffery, Iwan Dijksteel, Benny Brondenstein en Stephanus Dendoe werd een celstraf van 15 jaar opgelegd.

## Vooraf
Op 25 februari 1980 kwamen door de Sergeantencoup in Suriname militairen aan de macht. Door de grote onvrede in het land over de oude politiek was de staatsgreep voor een deel van de bevolking aanvankelijk niet eens onwelkom, maar betekende die hoop op verandering. In 1982 was de steun voor het militaire regime in Suriname steeds verder afgebrokkeld, in zowel het leger als onder de bevolking. Op 11 maart mislukte een tegencoup van Wilfred Hawker en Soerinder Rambocus, waar Bouterse op 25 maart op reageerde met de definitieve vestiging van de militaire dictatuur. Aan het eind van het jaar was bijna de gehele samenleving tegen hem gekeerd. De reactie in november van Maurice Bishop van Grenada – "Elimineer wie tegen je is, anders elimineren ze jou." – tijdens de protesten in oktober en november worden wel als de aanloop naar de Decembermoorden beschouwd.

## De moorden
Op 8 december 1982 werden op Bastion Veere in  Fort Zeelandia vijftien critici van dit militaire regime zonder vorm van proces doodgeschoten. De vermoorde personen waren eerder gearresteerd en werden volgens de officiële lezing van de legerleiding neergeschoten toen ze trachtten te vluchten. Volgens critici moest dit de ware toedracht verhullen dat de critici van het militaire regime waren gemarteld en vervolgens standrechtelijk werden geëxecuteerd.
De militairen die de moorden pleegden stonden onder bevel van legerleider Desi Bouterse. Hoewel hij altijd zijn betrokkenheid ontkend heeft, bood hij in 2007 wel zijn excuses aan voor de moorden. Een getuige beweerde dat Bouterse twee van de gearresteerden, Daal en Rambocus, persoonlijk zou hebben gedood.

### Arrestatie
In de nacht van 7 op 8 december 1982 werden zestien prominente Surinamers die het militaire regime van legerleider Desi Bouterse bekritiseerden van hun bed gelicht en overgebracht naar Fort Zeelandia, het toenmalige hoofdkwartier van het Militair Gezag, waar ze de volgende nacht gemarteld en gefusilleerd werden.

### Liquidatie
Volgens verklaringen van getuigen werden de slachtoffers na hun arrestatie eerst 'voorgeleid' aan Bouterse, waarna vakbondsleider Fred Derby werd vrijgelaten en de overige vijftien werden doodgeschoten op Bastion Veere, een van de open ruimtes van Fort Zeelandia.
De militairen die deel uitmaakten van het vuurpeloton, werd verteld dat het ging om personen die een coup tegen het militaire regime beraamden. Op 8 december 1982 rond 9 uur 's avonds zei Bouterse in een verklaring die uitgezonden werd op de Surinaamse televisiezender STVS dat tijdens kerstnacht 1982 een tegencoup gepleegd zou worden met hulp van buitenlandse krachten en dat deze coup vroegtijdig onschadelijk gemaakt was. Na de verklaring van Bouterse werd een fragment uitgezonden van de gearresteerde Jozef Slagveer. Deze had een met name aan de linkerkant gezwollen gezicht en las in aanwezigheid van Roy Horb voor de televisiecamera een verklaring voor. Hierin verklaarde hij dat er inderdaad een samenzwering was om met buitenlandse hulp het militaire regime af te zetten. Slagveer zou deze verklaring onder druk hebben afgelegd. Ook André Kamperveen had een soortgelijke verklaring voor de camera afgelegd, maar omdat hij er erg toegetakeld uitzag, werd van zijn verklaring alleen het geluid uitgezonden.

### Plaats delict
| achtergebleven kogelgaten |  | het monument |
| achtergebleven kogelgaten |  | het monument |

Links van de gedenkplaat zijn de kogelgaten nog in de muur zichtbaar. Ze zijn groter dan na de executies, omdat ze uit de muur gesneden werden en voor technisch onderzoek naar Nederland werden gebracht. Uit dat onderzoek bleek dat er twee vuurpelotons op de slachtoffers vuurden: een vanaf het bastion zelf en een vanuit een raam van boven naar beneden.

## De vijftien slachtoffers
Hier volgen de vijftien slachtoffers van de Decembermoorden:
- John Baboeram (36), advocaat
- Bram Behr (31), journalist verbonden aan het communistisch weekblad Mokro
- Cyrill Daal (46), voorzitter van de Moederbond (op dat moment de grootste vakbond van Suriname)
- Kenneth Gonçalves (42), advocaat en president van de plaatselijke Orde van Advocaten
- Eddy Hoost (48), advocaat
- André Kamperveen (58), ondernemer, eigenaar van ABC Radio, voormalig minister van Jeugdzaken, Sport en Cultuur en vicepresident van de FIFA
- Gerard Leckie (39), psycholoog en decaan van de Economische Faculteit van de Universiteit van Suriname
- Sugrim Oemrawsingh (42), wis- en natuurkundige en voormalig parlementslid voor de Vooruitstrevende Hervormings Partij.[14] Broer van Baal Oemrawsingh, een docent aan de Medische Faculteit van de Universiteit van Suriname, die dood en met een zwaar bebloed lichaam werd gevonden na de couppoging van maart 1982
- Lesley Rahman (28), journalist verbonden aan het dagblad De Ware Tijd
- Soerinder Rambocus (29), luitenant die de leiding had van de couppoging van maart 1982 tegen Bouterse en in november 1982 door de Krijgsraad was veroordeeld tot 12 jaar gevangenisstraf
- Harold Riedewald (49), advocaat
- Jiwansingh Sheombar (25), militair die beschuldigd werd van betrokkenheid bij de couppoging van maart 1982 en hiervoor door de Krijgsraad veroordeeld werd tot 8 jaar gevangenisstraf
- Jozef Slagveer (42), journalist en directeur van nieuwsagentschap Informa
- Robby Sohansingh (37), ondernemer
- Frank Wijngaarde (43), journalist en radio-omroeper werkzaam bij ABC Radio

De enige overlevende, de vakbondsleider Fred Derby, deed op 8 december 2000 verslag van zijn ervaringen waarin hij zei dat Bouterse hem had gezegd dat hij moest blijven leven om voor kalmte te zorgen bij de toen "opstandige" vakbonden van Suriname.
Enkelen zijn de dans mogelijk ontsprongen:
- Wilfred Lionarons was hoofdredacteur van De Vrije Stem en stond op de dodenlijst, maar verbleef op dat moment in de Verenigde Staten.[15]
- Paul Somohardjo zat gevangen vanwege verdenking van betrokkenheid bij de Rambocuscoup. Hij stond op 7 december 1982 onder huisarrest en kreeg ontheffing om de begrafenis van zijn oma te bezoeken.[16] Hij miste de boot en besefte de dag erna hoeveel geluk hij had gehad. Hij vluchtte hierna met hulp van militair attaché Bas van Tussenbroek naar Nederland.[17]

### Rambocuscoup
Tijdens de Decembermoorden hadden, naast Soerinder Rambocus zelf, acht andere slachtoffers iets met hem of met de Rambocuscoup (maart 1982) te maken, zij het soms slechts langs de kantlijn, namelijk zijn advocaten John Baboeram, Kenneth Gonçalves, Eddy Hoost en Harold Riedewald, de medepleger Jiwansingh Sheombar, de broer van een medepleger Sugrim Oemrawsingh (Baal Oemrawsingh), vermeend financier Robby Sohansingh en de kandidaat voor de Nationale Bevrijdings Raad Cyrill Daal. In het laatste geval haatte Bouterse Daal ook persoonlijk (zie protesten van 1982).

## Overige slachtoffers
Roy Horb werd op 30 januari 1983 gearresteerd. In de nacht van 2 februari 1983 werd hij dood in zijn cel aangetroffen. Indien dit geen zelfdoding betrof, kan hij in verband met zijn rol en deze wending ook worden aangemerkt als een (later) slachtoffer van de gebeurtenissen. De Nederlandse journalist Willem Oltmans repte in zijn Is één oog koning (2003) over een aantal van maar liefst "47 Surinaamse moorden". Hij beschouwde de moorden als deel van een ruimer verband en stelde een betrokkenheid van de Amerikaanse inlichtingendienst CIA via de activiteiten van oud-president Henk Chin A Sen en Horb. Daarbij verwees hij naar de moorden op Maurice Bishop en zijn ministers op Grenada en eerdere moorden in 1965 in Jakarta: "Wanneer de Amerikanen en de CIA buitenlandse regeringen omverwerpen, of staatshoofden vermoorden of vervangen, dan slagen ze er buitengewoon vakkundig in om de sporen van wat werkelijk gebeurde uit te wissen". Oltmans haalde aan dat Horb naar eigen zeggen door de CIA was benaderd.

## Verklaring van Bouterse
De omstandigheden waaronder de vijftien personen omkwamen, zijn tot op heden nooit volkomen opgehelderd. Bouterse zei in een verklaring die op 10 december 1982 op de Surinaamse televisiezender STVS door de nieuwslezer werd voorgelezen: "Toen woensdagmiddag (8 december) het transport van de verdachten van het Fort Zeelandia naar de kazerne op technische problemen stuitte, werd besloten dit transport in de avonduren plaats te doen vinden. Bij dit transport ondernam een aantal der aangehoudenen, vermoedelijk op instigatie van twee der aangehouden militairen, een wilde vluchtpoging. Nadat schoten in de lucht hen niet van hun ontsnappingspoging konden weerhouden, moest gericht worden geschoten waarbij een deel der aangehouden samenzweerders het leven liet".
Majoor Edy Ruimveld bracht de boodschap van de overleden slachtoffers over aan de familieleden. Ook hij kreeg de opdracht om de boodschap te brengen dat ze tijdens een vluchtpoging zouden zijn omgekomen.

## Rapport van het Nederlands Juristen Comité voor de Mensenrechten
Het Decembermoordenrapport van het Nederlands Juristen Comité voor de Mensenrechten (NJCM), uitgebracht op 14 februari 1983 in Leiden, is een samenvatting van wat getuigen die tussen 9 en 13 december 1982 in het mortuarium van het Academisch Ziekenhuis zijn geweest hebben waargenomen op de lijken van de slachtoffers.
In het rapport wordt melding gemaakt van sporen van zware mishandelingen in het gezicht van alle slachtoffers, en botbreuken en andere verwondingen die niet afkomstig kunnen zijn van geweerschoten. Ook wordt vermeld dat deskundigen op het gebied van wapens en wapenverwondingen hebben verklaard dat de kogelverwondingen in borst en buik duidelijk zogenaamde inschotwonden waren, wat betekent dat de slachtoffers van voren zijn neergeschoten. De conclusie was dan ook dat de slachtoffers niet op de vlucht waren doodgeschoten, maar dat zij zwaar waren gemarteld en opzettelijk ter dood waren gebracht.
Het rapport vermeldt ook specifieke geconstateerde verwondingen. Zo was Cyrill Daal gecastreerd, Surindre Rambocus was van linkervoet tot nek doorzeefd met kogels, en in de borst- en buikstreek van Jiwansingh Sheombar was met kogels een patroon van een kruis gemaakt.

## Nasleep en juridisch proces

### Verenigde Naties
In 1983 dienden de nabestaanden van acht slachtoffers verzoeken in bij het Mensenrechtencomité van de Verenigde Naties om een mening te geven: de executies waren in strijd met het internationaal verdrag inzake burgerrechten en politieke rechten (IVBPR), en zij meenden dat hen binnen Suriname geen rechtsmiddelen meer ter beschikking stonden. Hoewel de Surinaamse regering er op aandrong het verzoek niet-ontvankelijk te verklaren, oordeelde het Comité dat de 15 slachtoffers "op willekeurige wijze van het leven waren beroofd" in strijd met artikel 6 van het IVBPR, en riep het Suriname op de moorden te onderzoeken en de verantwoordelijken te vervolgen.
In 1984 bracht Amos Wako, een Speciale Rapporteur van de Mensenrechtenraad van de Verenigde Naties, een bezoek aan Suriname en Nederland in verband met de Decembermoorden. Hij concludeerde dat in de nacht van 8 op 9 december 1982 "standrechtelijke of willekeurige executies hadden plaatsgevonden", die "een traumatisch effect" hadden gehad op de Surinaamse bevolking.

### Verdeeldheid binnen Suriname
Het niet onderzoeken van de Decembermoorden leidde tot verdeeldheid binnen Suriname. Velen meenden dat een onafhankelijk onderzoek en de vervolging van de schuldigen noodzakelijk waren om de situatie in Suriname te verbeteren. Anderen zagen het als een "afgesloten hoofdstuk" en vonden dat Suriname vooruit moest kijken.

### Gerechtelijk onderzoek
Op 1 november 2000, ruim een maand voor het aflopen van de verjaringstermijn, begon alsnog een gerechtelijk vooronderzoek, onder leiding van rechter-commissaris Albert Ramnewash. In december 2002 gaf Ramnewash opdracht tot lijkschouwing op de stoffelijke resten van de slachtoffers. Omdat Suriname niet over de benodigde expertise beschikte, werd het Nederlands Forensisch Instituut (NFI) ingeschakeld. In augustus 2004 droeg het NFI de resultaten van het forensisch onderzoek over aan het Surinaamse onderzoeksteam.
Aanvankelijk werd verwacht dat Bouterse nog in 2004 in Suriname terecht zou moeten staan. Begin december 2004 was echter slechts het vooronderzoek afgerond. Rechter-commissaris Ramnewash droeg de resultaten over aan het Openbaar Ministerie, dat verplicht was de 34 verdachten in de zaak binnen enkele weken te laten weten of zij zouden worden vervolgd. Op 24 december 2004 kregen de verdachten een kennisgeving van vervolging.
In maart 2007 bood Bouterse zijn excuses aan voor de moorden. Tegelijk pleitte hij voor amnestie voor de daders en hun medeplichtigen. Bouterse verklaarde slechts "politiek verantwoordelijk" te zijn voor de moorden. Hij gebruikte ook de woorden "Het was zij of wij". Ook zou hij zelf op het bewuste tijdstip niet aanwezig geweest zijn in het fort. Freddy Kruisland, de advocaat van de nabestaanden, reageerde met de opmerking "Bouterse was toen bevelhebber en deze functie is geen politieke functie. Bovendien hoe kan je praten over politieke verantwoordelijkheid bij een moord".
Volgens verklaringen uit oktober 2007 van twee ooggetuigen - een militair die op 8 december de wacht had in Fort Zeelandia, en een militair die naar eigen zeggen zelf ook geschoten had op de slachtoffers - was Bouterse wel degelijk aanwezig in Fort Zeelandia tijdens de moorden en zijn de vijftien slachtoffers kort voor hun dood in het kantoor van Bouterse op Fort Zeelandia "ondervraagd" door Bouterse, Paul Bhagwandas en Roy Horb. Bouterse zou hier 'eigen rechter gespeeld hebben' en de vijftien slachtoffers 'hun straf opgelegd hebben'.
Volgens de twee getuigen werden de eerste moorden op 8 december tussen halftien en tien uur 's ochtends gepleegd. De getuige die verklaarde zelf geschoten te hebben op de slachtoffers, was onderweg naar zijn toenmalige baas Roy Horb toen hij de schoten hoorde. Hem werd toen meegedeeld dat er een wapen getest werd. Horb was in het kantoor van Bouterse in Fort Zeelandia. De getuige verklaarde dat hij, eenmaal aangekomen in het kantoor van Bouterse, daar alle leden van de groep van zestien die twee jaar eerder de Sergeantencoup hadden gepleegd aantrof, op Ramon Abrahams na.
Ook bleek uit de verklaringen van de twee getuigen dat de moorden al een maand eerder waren voorbereid. Er zou voldoende informatie zijn dat er tegenstanders waren van het militaire regime die "met behulp van buitenlandse krachten (waaronder de CIA) een tegencoup wilden plegen". Aanvankelijk was het plan om deze tegenstanders op zee dood te schieten, op de patrouilleboot S402.
Voor zij werden doodgeschoten verklaarden de journalisten Jozef Slagveer en André Kamperveen, waarschijnlijk onder druk van Roy Horb, voor de televisiecamera dat zij inderdaad een coup hadden willen plegen om het militaire regime af te zetten. Doordat in de verklaring van Kamperveen duidelijke aanwijzingen waren dat hij mishandeld was en onder druk gezet was om de verklaring af te leggen, werd alleen de verklaring van Slagveer uitgezonden. Bij een zitting van het Decembermoordenproces werd de verklaring van Kamperveen voor het eerst aan het publiek getoond.
Na het overlijden van Freddy Kruisland nam Hugo Essed de verdediging van de nabestaanden over.

### Proces Decembermoorden
Op 30 november 2007 begon voor de Krijgsraad het strafproces betreffende de Decembermoorden. Er waren 25 verdachten, onder wie Bouterse de enige hoofdverdachte was. Speciaal voor dit strafproces werd een zwaar beveiligde rechtszaal in Boxel (Domburg) gebouwd. De Krijgsraad in het Decembermoordenproces (de officiële naam van dit proces is het 8 Decemberstrafproces) heeft twee kamers. In de burgerkamer wordt hoofdrechter Cynthia Valstein-Montnor bijgestaan door de burgerrechters Robby Rodrigues en Iwan Rasoelbaks en in de militaire kamer door de militaire rechters kolonel Mike Cooper en luitenant-kolonel Carlos Li Fo Sjoe.
Na aanvang van het proces heeft het op veel verzet gestuit. Bouterse zelf is nooit verschenen in de rechtszaal. Het proces werd in april 2008 opgeschort. Er hadden toen vijf zittingen plaatsgevonden, die voornamelijk waren gewijd aan pogingen van de advocaten van de verdachten om de Krijgsraad niet-ontvankelijk te laten verklaren. Op 3 juli 2008 werd het proces hervat. Naast de militairen Etienne Boerenveen en Arthy Gorré waren de burgers Dick de Bie en Iwan Krolis opgeroepen als verdachte. Enkele tientallen personen waren opgeroepen als getuige. Bouterses voormalige secretaresse Eleonora Graanoogst zou voor Bouterse belastende verklaringen hebben afgelegd.
Nieuw oponthoud ontstond toen de advocaat van Bouterse, Irwin Kanhai, een wrakingsverzoek indiende tegen de president van de Krijgsraad. Hij vond dat zij gelieerd was aan de Nationale Partij Suriname (NPS) en daardoor niet neutraal was als rechter. De NPS is een felle politieke tegenstander van Bouterse. Het verzoek van Kanhai werd niet gehonoreerd omdat de argumentatie van Kanhai te zwak gevonden werd. Kanhai beweerde dat rechter Cynthia Valstein-Montnor gelieerd was aan de NPS omdat haar echtgenoot karatelessen verzorgde in een ruimte op Grun Dyari, het hoofdkwartier van de NPS. Ook voerde Kanhai aan dat wanneer de echtgenoot van Valstein-Montnor zijn auto parkeerde op het terrein van Grun Dyari, deze kosteloos beveiligd werd door de bewaking die daar aanwezig was. Ook twee andere wrakingsverzoeken werden niet-ontvankelijk verklaard.
Een van de 25 verdachten, Ruben Rozendaal, legde op 8 mei 2010 tegenover de rechter een verklaring af die in het voordeel was van Bouterse. Kort na deze verklaring zou de advocaat van Bouterse hem tienduizend dollar hebben gegeven, als teken van dank dat hij geen bezwarende verklaringen tegenover Bouterse had afgelegd. In maart 2012 liet Rozendaal deze verklaring intrekken; hij verklaarde op 23 maart 2012 onder ede voor de rechter dat Desi Bouterse destijds persoonlijk Cyrill Daal en Soerinder Rambocus had doodgeschoten. Volgens Henri Behr, verklaarde Paul Bhagwandas hetzelfde op zijn sterfbed. In zijn nieuwe verklaring zei Rozendaal dat Bouterse ook verantwoordelijk was voor de dood van Roy Horb, zijn zwager Guno Mahadew, Roy Tolud en Wilfred Hawker. Hij verklaarde ook dat Bouterse een drugsdealer en wapenhandelaar was.
Rozendaal kwam volgens eigen zeggen met deze onthullingen omdat hij niet lang meer zou hebben te leven en hij voor zijn dood zijn naam wilde zuiveren. "Ik doe dit voor mijn dertien kinderen, zodat hun vader niet wordt gezien als een moordenaar", zei Rozendaal tegenover een journalist van de Volkskrant. Rozendaal verklaarde dat zijn enige rol in de Decembermoorden was dat hij André Kamperveen thuis had opgehaald en naar Fort Zeelandia had gebracht. Hij verklaarde niet te hebben deelgenomen aan de martelingen en moorden.
In december 2017 pleegde Rozendaal zelfmoord.
Op 19 december 2017 werd twintig jaar cel geëist tegen Benny Brondenstein, Kenneth Kempes en Lugéne Lewis. Eerder hoorden president Bouterse en medecouppleger Steven Dendoe al twintig jaar tegen zich eisen.

#### De verdachten
Bij aanvang van het proces eind november 2007 was de lijst met verdachten teruggebracht tot de volgende 25 personen:
- Errol Alibux
- Dick de Bie
- Etienne Boerenveen
- Desi Bouterse (hoofdverdachte)
- Benny Brondenstein
- Winston Caldeira
- Wim Carbière
- Steven Dendoe
- Iwan Dijksteel
- Roy Esajas
- Ernst Gefferie
- Arthy Gorré
- John Hardjoprajitno
- Orlando Heidanus
- Kenneth Kempes
- Iwan Krolis
- Lugéne Lewis
- Harvey Naarendorp
- John Nelom
- Edgar Ritfeld
- Ruben Rozendaal
- Badrissein Sital
- Jimmy Stolk
- Imro Themen
- Marcel Zeeuw

Sammy Monsels had naar eigen zeggen graag terecht willen staan, in de hoop zo zijn onschuld te kunnen bewijzen. Doordat in zijn geval de verjaring in 2000 niet was gestuit werd hij in 2005 binnen enkele dagen weer van de verdachtenlijst gehaald. Hij ontving een dagvaarding als getuige.

### Uitspraak
Op 29 november 2019 deed de Krijgsraad uitspraak waarbij Desi Bouterse tot twintig jaar cel werd veroordeeld. Medehoofdverdachte Etienne Boereveen werd vrijgesproken. Ook verdachte Jimmy Stolk werd vrijgesproken.
Benny Brondenstein, Iwan Dijksteel en Ernst Gefferie kregen ieder vijftien jaar gevangenisstraf opgelegd. Steven Dendoe, Kenneth Kempes en Lugéne Lewis kregen ieder tien jaar gevangenisstraf.
President Bouterse bevond zich op de dag van de uitspraak voor een handelsmissie in China. De advocaat van Bouterse kondigde aan dat zijn cliënt in verzet en beroep zou gaan.
In 2021 werd Desi Bouterse, die in verzet was gegaan tegen zijn eerdere veroordeling bij verstek, in Suriname als hoofdverdachte opnieuw veroordeeld tot 20 jaar gevangenisstraf. Hierop ging hij in hoger beroep. In juni 2022 besloot de Inter-Amerikaanse Commissie voor de Rechten van de Mens (IACHR) de klacht tegen het uitblijven van de straffen in de Decembermoorden ontvankelijk te verklaren en een bodemprocedure te beginnen. Op 20 december 2023 werd hoofdverdachte Desi Bouterse definitief veroordeeld tot 20 jaren cel. Handlangers van Bouterse  – Ernst Geffery, Iwan Dijksteel, Benny Brondenstein en Stephanus Dendoe – werd een celstraf van 15 jaar opgelegd.
Het Openbaar Ministerie gelastte hen om zich op 12 januari 2024 bij de gevangenis Santo Boma te melden. Gefferie, Brondenstein en Dendoe melden zich. Bouterse en Dijksteel zijn sindsdien voortvluchtig. Volgens NDP-topper Ramon Abrahams zou Bouterse zich op dat moment nog in Suriname bevinden. Vanwege zijn leeftijd en nierproblemen verwacht misdaadjournalist John van den Heuvel dat Bouterse een onderkomen niet ver van een kliniek of ziekenhuis heeft. Kenneth Kempes en Lugéne Lewis, die geen hoger beroep tegen hun veroordeling tot 10 jaar gevangenisstraf hadden aangetekend, zijn eveneens voortvluchtig.

### Amnestiewet
Op 19 maart 2012 werd door de parlementariërs Melvin Bouva (MC), Rashied Doekhi (MC), André Misiekaba (MC), Anton Paal (MC), Ricardo Panka (MC) en Ronny Tamsiran (PL) een wetsvoorstel ingediend om de Amnestiewet 1989 te verruimen, zodat ook strafbare feiten van het militaire regime in Suriname tussen 1 april 1980 en 31 december 1984 eronder zouden vallen en de daders van de Decembermoorden vrijuit zouden gaan, onder wie president Bouterse (MC). De Nationale Assemblée nam de verruiming van de wet op 5 april 2012 aan. In juli 2021 vonniste het Constitutioneel Hof echter dat de verruiming van de wet strijdig is met internationale verdragen die Suriname zijn getekend. De Nationale Assemblée trok vervolgens op 27 augustus 2021, na de verkiezingen, met 32 stemmen vóór en 12 tegen de wet weer in.

## Herdenkingen
De aanduidingen Decembermoorden en Acht-decembermoorden dateren uit december 1983, toen de eerste herdenkingen van de gebeurtenissen van het jaar ervoor plaatsvonden.

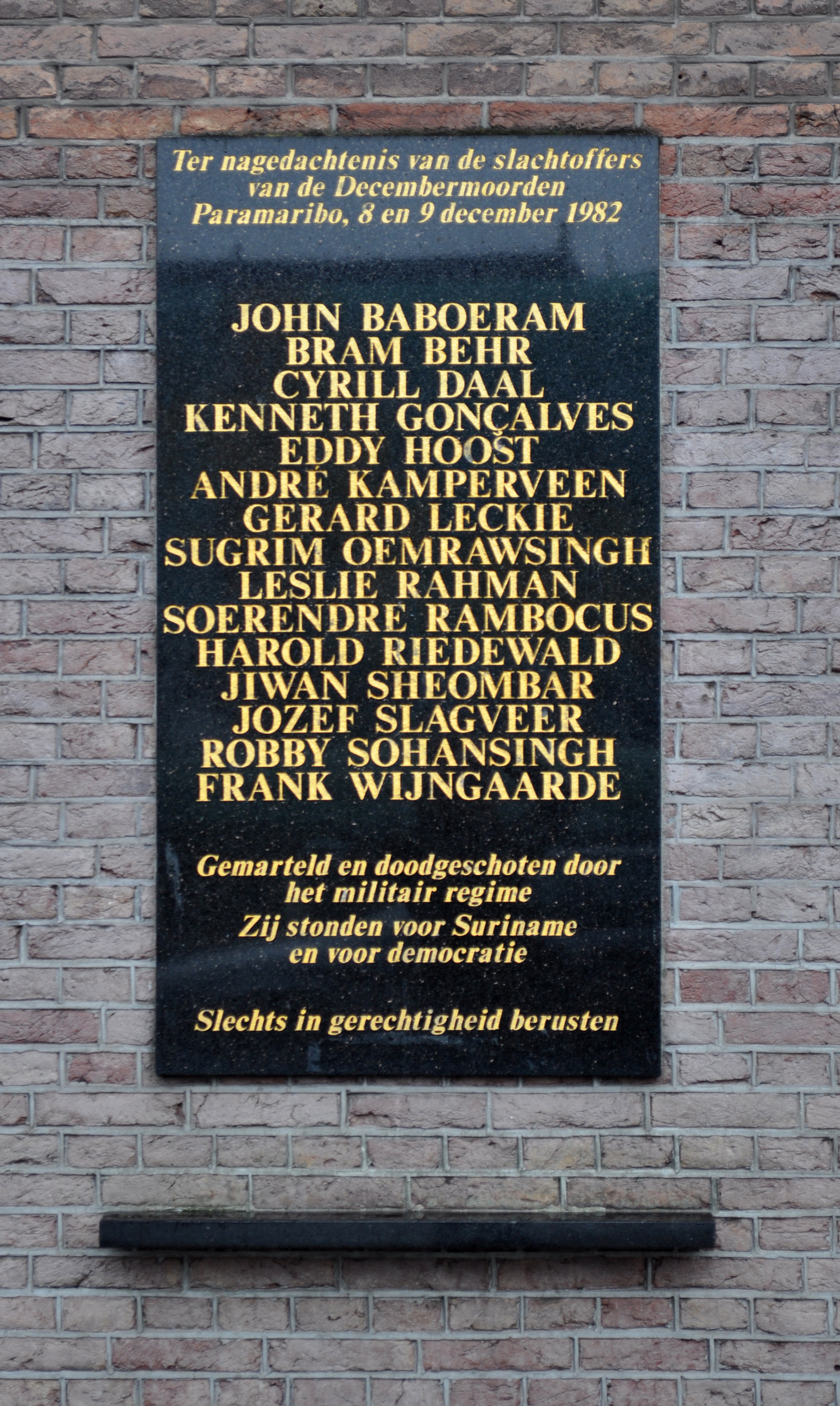
Plaquette aan de Mozes en Aäronkerk

### Diaspora
De Decembermoorden worden sinds december 1983 jaarlijks op verschillende plaatsen herdacht door de Surinaamse diaspora, onder andere bij het Surinaams consulaat aan de De Cuserstraat in Amsterdam Zuid. In de zuidmuur van de Mozes en Aäronkerk in Amsterdam zit het 8 Decembermonument bevestigd, waar jaarlijks herdenkingen plaatsvinden.

### Suriname
De eerste herdenkingen met kranslegging in Suriname zelf, zoals voorgesteld door de Moederbond, werden in 1983 verboden. Later zou dat verbod zijn ingetrokken, waardoor er toch nog acht kransen werden achtergelaten bij het graf van Cyriel Daal op de begraafplaats Annetteshof.
Hierna was er een herdenking in 1995, toen het Nationale Leger Fort Zeelandia teruggaf aan het Surinaams Museum. In 2002 werden de slachtoffers opnieuw herdacht, toen een stoet met nabestaanden, vakbondslieden, politici en andere geïnteresseerden van de kathedraal van Paramaribo naar Fort Zeelandia liep. Sinds de onthulling van het nationaal monument Bastion Veere in 2009 wordt in Fort Zeelandia jaarlijks een herdenking gehouden.

## Romans
Edgar Cairo schreef direct in de dagen volgend op de Decembermoorden de roman De smaak van Sranan Libre. Er verscheen een fragment van in Het Parool, het verhaal werd als hoorspel uitgezonden door Radio Nederland Wereldomroep, maar het boek zelf verscheen pas eind 2007 bij uitgeverij In de Knipscheer.
In 2005 schreef Cynthia McLeod de historische roman ...die Revolutie niet begrepen!... waarin ook de Decembermoorden de revue passeren.